# Stupava
Stupava (en alemán: Stampfen; en húngaro: Stomfa) es una ciudad de Eslovaquia ubicada en el distrito de Malacky, región de Bratislava. Posee una población de 15.095 habitantes (2021), y abarca 67,17 km², siendo su densidad habitacional de 151,53 hab/km². Se encuentra a una elevación de 182 m s. n. m., Latitud 48°16′16″ N y Longitud 17°01′54″ E.

## Historia
Sin embargo, los rastros de asentamientos se remontan a la Edad de Bronce, y los primeros habitantes conocidos fueron los celtas. Los romanos construyeron una estación militar como parte de los cerca de Limes Romanus en el Danubio. La primera mención escrita de la ciudad se remonta al 1269 en un documento del rey Bela IV de Hungría bajo el nombre de Ztumpa. En la segunda mitad del siglo XIII, se construyó el castillo Pajstun (actualmente en ruinas) en los Pequeños Cárpatos. Se desarrolla principalmente como un asentamiento agrícola y el comercio. El nombre del pueblo proviene de las plantas llamados stupa en el arroyo Stupavský potok, que fueron utilizadas para la extracción de aceite de lino y cáñamo.

## Demografía
| Año        | 1994 | 2004    | 2014     | 2024     |
| ---------- | ---- | ------- | -------- | -------- |
| Población  | 7874 | 8283    | 10 235   | 12 850   |
| Diferencia |      | +5,19 % | +23,56 % | +25,54 % |

| Año        | 2023   | 2024    |
| ---------- | ------ | ------- |
| Población  | 12 803 | 12 850  |
| Diferencia |        | +0,36 % |